# Bomarea goniocaulon
Bomarea goniocaulon es una especie de planta fanerógama perteneciente a la familia de las Alstroemeriáceas.  Es originaria de Ecuador.

## Descripción
Es un bejuco endémico de Ecuador, en donde se conoce a partir de tres registros en la provincia de Pichincha. El tipo fue recogido por Édouard-François André, antes de 1882, en Monte Corazón, a 2.500 m de altitud. La especie fue recogida en 1887 por el Padre L. Sodiro, "en los bosques a lo largo del camino de Quito a Guayaquil", presumiblemente en algún lugar de la cordillera occidental. La especie también se recogió por Holmgren y Heilbor, pero sin información distinta de la provincia. No está confirmado que se encuentre dentro de la red de áreas protegidas de Ecuador, pero puede aparecer en la Reserva Ecológica Los Ilinizas y el Refugio de Vida Silvestre Pasochoa, donde se conservan restos de bosques montanos. Las principales amenazas son la deforestación, las especies invasoras y la fragmentación del hábitat. La destrucción del hábitat es la única conocida amenaza para la especie.

## Taxonomía
Bomarea goniocaulon fue descrita por John Gilbert Baker, y publicado en Journal of Botany, British and Foreign 20: 204. 1882.
Etimología
Bomarea: nombre genérico que está dedicado al farmacéutico francés Jacques-Christophe Valmont de Bomare (1731-1807), que visitó diversos países de Europa y es autor de “Dictionnaire raisonné universel d’histoire naturelle” en 12 volúmenes (desde 1768).
goniocaulon: epíteto
Variedad aceptada
- Bomarea goniocaulon subsp. elegans (Sodiro) Harling & Neuendorf

Sinonimia
- Bomarea goniocaulon subsp. goniocaulon
- Bomarea hexagona Sodiro
- Bomarea stuebelii Pax[4][5]